# Entephria tibetaria
Entephria tibetaria är en fjärilsart som beskrevs av Aubert 1959. Entephria tibetaria ingår i släktet Entephria och familjen mätare. Inga underarter finns listade i Catalogue of Life.